# Michael Löwy
Pour les articles homonymes, voir Löwy.
 (septembre 2018).
Michael Löwy, né le 6 mai 1938 à São Paulo au Brésil, est un sociologue, philosophe marxiste et écosocialiste franco-brésilien. Directeur de recherche au CNRS, il a obtenu l'éméritat en 2003 lors de son départ à la retraite. Il a également enseigné en France à l'Université Paris 8 Vincennes et à l’École des hautes études en sciences sociales (EHESS). Auteur d’ouvrages sur Karl Marx, Georg Lukács, Walter Benjamin, Max Weber, Rosa Luxembourg et Franz Kafka, il a reçu en 1994 la médaille d'argent du CNRS et en 2020 le prix européen Walter Benjamin.

## Biographie
Descendant d'immigrés juifs autrichiens, Michael Löwy grandit au Brésil jusqu'en 1961, devenant à 16 ans (1954) un socialiste convaincu. Il étudie à l’université de São Paulo, où il a comme enseignants Fernando Henrique Cardoso, Florestan Fernandes et António Cândido ; il obtient une licence en sciences sociales en 1960 et enseigne la sociologie pendant une année à l’université de São José do Rio Preto (État de Sao Paulo).
En 1961, il reçoit une bourse d'études pour préparer un doctorat de 3e cycle à Paris. Il est élève du philosophe et sociologue de la culture et marxiste hétérodoxe Lucien Goldmann, qui est le directeur de sa thèse La Théorie de la Révolution chez le jeune Marx, soutenue à l’EHESS en 1964.
Par la suite, Löwy entreprend un pèlerinage académique à travers divers pays. Il vit plusieurs années en Israël, apprenant l’hébreu et enseignant l’histoire des idées politiques à l’université de Tel-Aviv. Invité par l’université de Manchester, il est assistant du sociologue anglais Peter Worsley au cours de l’année 1968-1969.
En 1969, il revient à Paris pour travailler avec Nicos Poulantzas à l’université de Paris 8 (Vincennes) et s'établit définitivement en France. En 1975, il présente à l’Université de Paris V un doctorat d’État sur Georg Lukács, préparé sous la direction de Louis-Vincent Thomas.
Löwy enseigne la sociologie à l’université de Paris 8 jusqu’en 1978 lorsqu'il est admis comme chercheur au Centre national de la recherche scientifique (CNRS).
En 1981, il commence à enseigner à l'École des hautes études en sciences sociales à Paris. Il reçoit la médaille d'argent du CNRS en 1994. Il est directeur de recherche (première classe) émérite du CNRS et enseigne à l’EHESS. Par ailleurs, il fait partie du comité de rédaction des revues Archives de sciences sociales des religions, Actuel Marx, ContreTemps, Écologie et Politique et EcoRev' ; il est également conférencier régulier à l’Institut international pour la recherche et la formation à Amsterdam.

## Intérêts scientifiques
Jusqu'en 1975 la grande majorité des travaux de Löwy était consacrée à l'étude sociologique et historique de la pensée marxiste. Cela vaut aussi bien pour sa thèse de troisième cycle (sur le jeune Karl Marx) que pour son doctorat de lettres (sur Lukács), ainsi que pour la plupart des articles qu’il avait publiés, dont quelques-uns ont été réunis dans des recueils, et, finalement, pour les deux anthologies thématiques, sur la question nationale et sur le marxisme en Amérique latine.
L'orientation méthodologique de ces travaux était inspirée par les écrits de Lucien Goldmann (notamment Le Dieu caché, 1955), dont la démarche, combinant la sociologie et l'histoire, une variante hétérodoxe du marxisme et certains acquis de la sociologie moderne, l'analyse interne des œuvres culturelles et leur éclairage par les structures sociales, lui a servi de point de départ. Il ne s'agit donc pas d'histoire des idées mais plutôt d'une sociologie de la culture.
À partir de 1975, il s’intéresse aussi à la culture juive en Europe centrale, au romantisme anticapitaliste et aux rapports entre religion et politique, à travers le messianisme. Ainsi, il a largement contribué à faire connaitre le courant de la Théologie de la libération, apparu dans les années 1960, en Amérique latine, montrant notamment la fécondité du dialogue entre ce qu'il nomme le "christianisme de la libération" et le marxisme. En 2003, il publiait "Les valeurs d’une nouvelle civilisation", texte initial pour la conférence sur « Principes et valeurs » du Forum Forum Social Mondial, texte rédigé avec le théologien de la libération Frei Betto.
Löwy a publié en 2004 Avertissement d’incendie – Walter Benjamin. Une lecture des thèses « Sur le concept d’histoire », un travail qui est le couronnement de quinze années de recherches et d’études sur Walter Benjamin et Franz Kafka, rêveur insoumis (Paris, Éditions Stock, 2004) où il tente de trouver le fil rouge qui permet de relier, chez Kafka, la révolte contre le père, la religion de la liberté (d’inspiration juive hétérodoxe) et la protestation (d’inspiration libertaire) contre le pouvoir des appareils bureaucratiques ; l'anti-autoritarisme.
Malgré la diversité des thèmes et des sujets, la plupart des travaux de Michael Löwy, depuis sa thèse de 3e cycle sur Marx jusqu'aux derniers livres sur Walter Benjamin et Kafka, relèvent donc de la sociologie de la culture, et s'inspirent de l’approche « marxiste historiciste » de cette discipline, dont Lucien Goldmann était un des représentants les plus importants, mais qui s’inspire aussi de Ferdinand Tönnies, Max Weber, Georg Simmel et Karl Mannheim. Il s'agit, dans cette démarche, d'analyser, interpréter et expliquer les rapports entre phénomènes culturels – notamment religieux et politiques – en les situant dans des contextes sociaux et historiques précis.

## Engagements
Löwy est lié au courant marxiste révolutionnaire en France, et son livre sur Che Guevara a été rédigé en collaboration avec Olivier Besancenot, candidat présidentiel de la LCR. Il est membre de l’association ATTAC, de la Fondation Copernic et d'Espaces Marx. Il maintient aussi des contacts politiques réguliers au Brésil. Pendant des années il a coopéré avec les courants de gauche du Partido dos Trabalhadores (PT), mais au cours des dernières années son principal contact a été avec le Mouvement des sans-terre (MST), auxquels il a versé l’argent du prix “Sérgio Buarque de Holanda” qu’il avait reçu en 2000 pour son livre La guerre des dieux.
Löwy a participé depuis le début aux Forums sociaux mondiaux, où il a présenté différentes communications, dont une en collaboration avec le théologien de la libération brésilien Frei Betto. Plus récemment Löwy s’est engagé dans le combat pour l’écosocialisme ; coauteur du Manifeste écosocialiste international (avec Joel Kovel), il a été aussi un des organisateurs de la première Rencontre écosocialiste internationale, à Paris (2007). Il est un des fondateurs et coordinateurs du Global Ecosocialist Network.
Intéressé depuis sa jeunesse au Brésil par le surréalisme — il avait rencontré Benjamin Péret en 1958, lors d’une visite en France — Löwy adhéra en 1975 au groupe surréaliste de Paris, à l’invitation de Vincent Bounoure, son principal animateur depuis 1969. Deux de ses ouvrages sont consacrés au surréalisme, notamment dans sa dimension utopique et révolutionnaire. Outre son activité surréaliste à Paris, Löwy entretient des liens personnels étroits avec des surréalistes à Chicago (Pénélope et Franklin Rosemont), São Paulo (Sergio Lima), Buenos Aires (Silvia Guiard), Madrid, Prague et Londres. Membre du groupe surréaliste de Paris depuis cinquante ans, il en est exclu en mai 2025 en raison de ses affinités avec les idées du pape François, qu’il a rencontré en audience privée au Vatican en 2024. Il a été reçu comme membre (vivant à Paris) du groupe surréaliste de Chicago (Penelope Rosemont).

## Publications
- La Pensée de « Che » Guevara, Paris, Maspero, 1970, 2e édition, éditions Syllepse, 1997, 158 p.
- La Théorie de la révolution chez le jeune Marx, Paris, Maspero, 1970 (thèse de doctorat du 3e cycle). Traduit en espagnol, italien, portugais, anglais et japonais. Ré-édité aux Éditions sociales en 1997.
- « Présentation » (avec Sami Naïr), dans Lucien Goldmann, Lucien Goldmann ou la dialectique de la totalité, Paris, Seghers, 1973. Traduit en italien.
- Dialectique et révolution : essais de sociologie et d'histoire du marxisme, Paris, éditions Anthropos, 1974. Traduit en espagnol, portugais et italien.
- Pour une sociologie des intellectuels révolutionnaires : l'évolution politique de György Lukacs, 1909-1929, Paris, Presses universitaires de France, coll. « Sociologie d'aujourd'hui », 1976 (thèse de doctorat d'État). Traduit en espagnol, portugais, italien, anglais, et suédois.
- Marxisme et romantisme révolutionnaire, Paris, Sycomore, 1979. Traduit en espagnol et grec.
- The politics of uneven and combined development. The theory of permanent revolution, Londres, Verso Books, 1981. Traduit en allemand et coréen (Séoul).
- Paysages de la vérité : introduction à une sociologie critique de la connaissance, Paris, Anthropos, 1985. Traduit en portugais et espagnol.
- Ideologias e Ciencia Social, S. Paulo (Brésil), Editôra Cortez, 1985.
- Rédemption et utopie : le judaïsme libertaire en Europe centrale : une étude d'affinité élective, Paris, Presses universitaires de France. Rééd. Paris, Editions du Sandre, 2010
- Sociologie d'aujourd'hui, 1988. Traduit en portugais, anglais, italien, suédois, allemand, espagnol et grec.
- Marxisme et théologie de la libération, Amsterdam, Institut international de recherche et de formation, 1989. Traduit en anglais, néerlandais, allemand, portugais, turc et chinois.
- Révolte et mélancolie : le romantisme à contre-courant de la modernité (avec Robert Sayre), Paris, Payot, 1992. Traduit en portugais, anglais et grec[5].
- L'Insurrection des "Misérables" : révolution et romantisme en juin 1832 (avec Robert Sayre), Paris, Lettres modernes, 1992 .
- Romantismo e Politica (avec Robert Sayre), S.Paulo, Paz e Terra, 1993. Traduit en grec.
- On Changing the World. Essays in Political Philosophy, from Karl Marx to Walter Benjamin, New Jersey/London, Humanities Press, 1993. Traduit en japonais, persan et turc.
- The War of Gods. Religion and Politics in Latin America, Londres, Verso Books, 1996. Traduit en français, espagnol et portugais. Prix Sergio Buarque de Hollanda du ministère de la Culture du Brésil pour le meilleur essai de l’année 2000.
- Patries ou Planète ? : nationalismes et internationalismes de Marx à nos jours, Lausanne, Éditions Page 2, 1997. Traduit en grec, anglais, espagnol, portugais, galicien et allemand.
- L'Étoile du matin : surréalisme et marxisme, Paris, Syllepse, 2000. Traduit en espagnol, portugais, galicien, italien, grec et bientôt en anglais.
- Walter Benjamin : avertissement d’incendie. Une lecture des thèses sur le concept d’histoire, Paris, Presses universitaires de France, coll. « Pratiques théoriques », 2001. Traduit en anglais, italien, portugais, espagnol, turc et grec. Nouvelle édition revue et augmentée, Paris, Éditions de l'éclat, coll. « Philosophie imaginaire », 2014.
- Franz Kafka, rêveur insoumis, Paris, Éditions Stock, 2004. Traduit en portugais, espagnol, italien et grec.
- Sociologies et religion : approches dissidentes (avec Erwan Dianteill), Paris, Presses universitaires de France, coll. « Sociologie aujourd’hui », 2006
- Messagers de la tempête : André Breton et la révolution de janvier 1946 en Haïti (avec Gérald Bloncourt), Paris, Le Temps des cerises, 2007
- Che Guevara, une braise qui brûle encore, avec Olivier Besancenot, Paris, Mille et une nuits, 2007
- Sociologies et religion : approches insolites (avec Erwan Dianteill), Paris, Presses universitaires de France, coll. « Sociologie aujourd’hui », 2009
- Juifs hétérodoxes. Messianisme, romantisme, utopie, Paris, Éditions de l'éclat, coll. « Philosophie imaginaire », 2010
- Écologie critique de la pub (coord. avec Estienne Rodary), Éditions Syllepse, coll. « Écologie & Politique », 2010
- Écosocialisme, Paris, Mille et une nuits, 2011
- Max Weber et les paradoxes de la modernité (dir.), Paris, Presses universitaires de France, coll. « Débats philosophiques », 2012
- La Cage d'acier : Max Weber et le marxisme wéberien, Paris, éditions Stock, coll. « Un ordre d'idées », 2013
- Affinités révolutionnaires : Nos étoiles rouges et noires, en collaboration avec Olivier Besancenot, éditions Mille et une nuits, 2014, 260 p.  (ISBN 9782755507225).
- Le Sacré fictif. Sociologies et religion : approches littéraires (avec Erwan Dianteill), Paris, Éditions de l'éclat, 2017, 172 p.
- Rosa Luxemburg, l'étincelle incendiaire, Le Temps des cerises, 2018, 220 p.
- La révolution est le frein d'urgence : Essais sur Walter Benjamin, Éditions de l'éclat, coll. « Philosophie imaginaire », 2019
- La Lutte des dieux - Christianisme de la libération et politique en Amérique latine, Paris, Van Dieren Éditeur, 2019, 262 p.
- Romantic Anticapitalism and Nature. The Enchanted Garden, (avec Robert Sayre), New York, Routledge, 2020, 140 p.
- Kafka, Welles, Benjamin. Éloge du pessimisme culturel Orange, Éditions le Retrait, 2019, 85 p.
- La Comète incandescente. Romantisme, surréalisme, subversion, Préface d'Alex Januario, illustrations de Guy Girard, Sergio Lima et Penelope Rosemont, Orange, Éditions le Retrait, 2020, 206 p.[6],
- Etincelles ecosocialistes, Paris, Editions Amsterdam, 2024[7].

Outre ces ouvrages, Löwy a publié deux anthologies thématiques - sur le marxisme et la question nationale, et sur le marxisme en Amérique latine - ainsi que deux cent dix articles ou chapitres d'ouvrages collectifs. Ces travaux sont parus en 29 langues : français, anglais, allemand, néerlandais, italien, espagnol (castillan), portugais, catalan, galicien, danois, suédois, grec, turc, hongrois, roumain, polonais, tchèque, russe, serbo-croate, yiddish, hébreu, arabe, persan, coréen, thaï, japonais, chinois, tamil, kurde.

### Préface
- Collectif, La Commune du Rojava : l'alternative kurde à l'État-nation, Syllepse, 2017, préf. Michael Löwy, Le Kurdistan libertaire nous concerne !, [lire en ligne]

### Sources
- Richard Wolin, « A Metaphysical Materialist », The Nation, 16 octobre 2006, p. 30-35. (lire en ligne), sur le site thenation.com
- Joel Kovel et Michael Löwy, Manifeste écosocialiste international